# Орлово (Ульяновская область)
Орлово (чув. Орлов)— посёлок в составе Малохомутёрского сельского поселения Барышского района Ульяновской области.

## География
Находится на расстоянии примерно 6 километров на северо-северо-запад по прямой от северо-западной границы районного центра города Барыш.

## История
В 1990-е годы работало отделение СПК «Луговой».

## Население
Население составляло 3 человека в 2002 году (чуваши 67%,  русские 33%), 0 по переписи 2010 года.